# 卡費蘭迪亞 (聖保羅州)
21°48′09″S 49°36′36″W / 21.80250°S 49.61000°W
卡費蘭迪亞（葡萄牙語：Cafelândia），是巴西的城鎮，位於該國南部，由聖保羅州負責管轄，始建於1926年4月1日，面積920平方公里，海拔高度445米，2014年人口17,424，人口密度每平方公里18.94人。